# Професійна орієнтація
Професійна орієнтація, профорієнтація — заходи, спрямовані на ознайомлення людини з її здібностями й можливостями для того, щоб запропонувати їй вибрати одну з найбільш підходящих для неї професій з врахуванням потреб виробництва.
Професійна орієнтація — це наукова дисципліна, яка допомагає людині обрати свою майбутню професію з урахуванням всіх її здібностей, потреб і бажань. Також професійна орієнтація містить технологію розвитку у людини позитивного ставлення до праці.
Раніше професійна орієнтація (в тому числі її психологічні аспекти) розглядалася з позицій тимчасової допомоги старшокласнику у його професійному самовизначенні, для вибору професії раз і на все життя.
Проте виявилось, що на практиці такий шлях часто не дає бажаних результатів. Адже коли поради і навіть вимоги профорієнтатора починав виконувати конкретний випускник з власними поглядами, певним досвідом, унікальним набором індивідуальних властивостей, прогнозованого позитивного результату досягти неможливо. Більше того, прагнення діяти відповідно до конкретних вимог може призвести до непередбаченої ситуації — професія ніби вибрана правильно, а в процесі навчанні з'являється незадоволення нею, що призводить до внутрішнього конфлікту особистості. Це тому, що людина постійно розвивається, і та професія, яка влаштовувала її три роки тому, може більше не задовольняти. Професійна орієнтація не закінчується вибором професії, вона актуальна протягом всього життя людини.
У процесі профорієнтації здійснюється робота профорієнтолога, до якої він залучає учнів на всіх етапах їхнього навчання. Робота з профорієнтації охоплює такі етапи: інформаційний (профосвіта); діагностичний; консультування; трудових спроб; співбесіди.
Перший етап — інформаційний. Перш ніж обрати професію, абітурієнти мають отримати максимум інформації про професії, їх зміст, статус на ринку праці, рівні освіти, перспективи працевлаштування, можливості продовження навчання.
Другий етап — діагностика. Для того, щоб обрати якусь конкретну професію, абітурієнт має визначити які у нього схильності, інтереси, чи усвідомлює він до кінця свій вибір.
Третій етап — консультування. Передбачається, що протягом консультацій кожен абітурієнт отримає індивідуальну консультативну допомогу у виборі професії з використанням професіограм і психограм. Також проводиться робота зі Схемою аналізу професій. У процесі професійної консультації може здійснюватися (відбуватися) переорієнтація абітурієнтів на іншу професію (спеціальність), якщо обрана ним професія є неактуальною або не відповідає здібностям абітурієнта, однак кінцевий вибір залишається за ним.
Четвертий етап — трудові спроби. На цьому етапі майстри виробничого навчання або педагоги проводять практику з абітурієнтами, які первинно визначилися з професією (спеціальністю), в лабораторіях і навчально-виробничих майстернях закладів професійного навчання. Під час трудових спроб абітурієнти знайомляться з робочими місцями, їх технічним оснащенням; порівнюють свої очікування з реальними умовами трудової діяльності; оцінюють свої можливості в обраній професії.
П'ятий етап — співбесіда. Адміністрація та роботодавці спілкуються індивідуально з кожним абітурієнтом. Мета співбесіди — визначити, чи готовий працювати абітурієнт, і в разі його готовності запропонувати йому певну вакансію.
Послуги профорієнтації зазвичай надаються фахівцями Державної служби зайнятості у міських чи обласних центрах зайнятості.

## Історія
У сучасному розумінні професійний відбір бере початок від досліджень професора Кембріджського університету директора гальтоновської лабораторії євгеніки Карла Пірсона (1857–1936 рр.). Його книга «Вибір професії» відкриває список робіт з профвідбору. Пірсон створив перше бюро профорієнтації в Бостоні (США).

## Тести профорієнтації
«Професійний фототест» (1979) Мартін Ахтніх.
Тест професійної орієнтації Мартіна Ахніха відноситься до проектних методик. Мартін Ахтніх продовжив дослідження Леопольда Сонді, акцентуючи увагу на рухових реакціях людини, що і визначає професійну схильність індивіда. Тест представлений в двох варіантах: чоловічий і жіночий, виходячи з поділу професій на жіночі і чоловічі.